# Parattahia u-signatum
Genre
Espèce
Parattahia u-signatum, unique représentant du genre Parattahia, est une espèce d'opilions laniatores de la famille des Triaenonychidae.

## Distribution
Cette espèce est endémique de Tasmanie en Australie.

## Description
Les syntypes mesurent 3 mm.

## Publication originale
- Roewer, 1915 : « Die Familie der Triaenonychidae der Opiliones - Laniatores. » Archiv für Naturgeschichte, sér. A, vol. 80, no 12, p. 61–168 (texte intégral).